# 크립테로니아과
크립테로니아과(Crypteroniaceae)는 도금양목에 속하는 속씨식물 과이다. 3개 속 10여 종의 나무 및 관목으로 이루어져 있으며, 원산지는 인도말라야이다. 크립테로니아과 식물은 열대 저지대 및 저산대의 우림에서 자생한다. 악시난드라속(Axinandra)은 4종을 포함하며, 스리랑카에 1종(A. zeylanica) 그리고 나머지는 보르네오와 말레이 반도에서 발견된다. 크립테로니아속(Crypteronia)은 7종으로 구성되어 있으며, 인도 동부 지역부터 동남아시아와 중국 남부를 거쳐 말레이 반도와 인도네시아, 뉴기니까지 분포한다. 닥틸로클라두스속(Dactylocladus)은 단일 종으로 구성되며, 보르네오 섬의 저지대 토탄 습지 숲에서 자생한다.
형태학적 분석 결과는 최근의 엽록체 DNA 분석을 통해서도 지지되며, 크립테로니아과는 도금양목의 작은 4개 과인 아프리카 남부의 페나에아과, 올리니아과, 린코칼릭스과 그리고 중앙아메리카와 남아메리카의 알자테아와 가장 관련이 깊은 것으로 나타난다.
이상의 5개 과의 공통 조상은 백악기 동안의 서쪽 곤드와나 대륙에서 기원했으며, 크립테로니아과는 초대륙 남쪽으로부터 분리된 후에 인도와 함께 북쪽으로 옮겨졌다. 이 3개 속은 인도와 아시아의 충돌 전에 차이가 나타났다. 이 속들은 그 후 인도에서 동남아시아의 습윤 아열대 숲으로 퍼졌다.

## 속
- 악시난드라속 (Axinandra)
- 크립테로니아속 (Crypteronia)
- 닥틸로클라두스속 (Dactylocladus)

## 참고 문헌
- Conti, E., Erikkson, T., Schonenberger, J., Sytsma, K. J., & Baum, D. A. (2002). Early Tertiary Out-of-India Dispersal of Crypteroniaceae: Evidence from Phylogeny and Molecular Dating. Evolution 56 (10): 1931–1942.